# Thury-en-Valois
Pour les articles homonymes, voir Thury.
Thury-en-Valois est une commune française située dans le département de l'Oise, en région Hauts-de-France.

## Géographie

### Localisation
| Cuvergnon | Coyolles Aisne  | Autheuil-en-Valois       |
| Antilly   | Thury-en-Valois | La Villeneuve-sous-Thury |
|           | Boullarre       | Mareuil-sur-Ourcq        |

### Hydrographie
La commune est située dans le bassin Seine-Normandie. Elle est drainée par la Grivette et le fossé 01 de Ramonets,,.
La Grivette, d'une longueur de 15 km, prend sa source dans la commune de Lévignen et se jette  dans le canal de l'Ourcq à Neufchelles, après avoir traversé huit communes. 

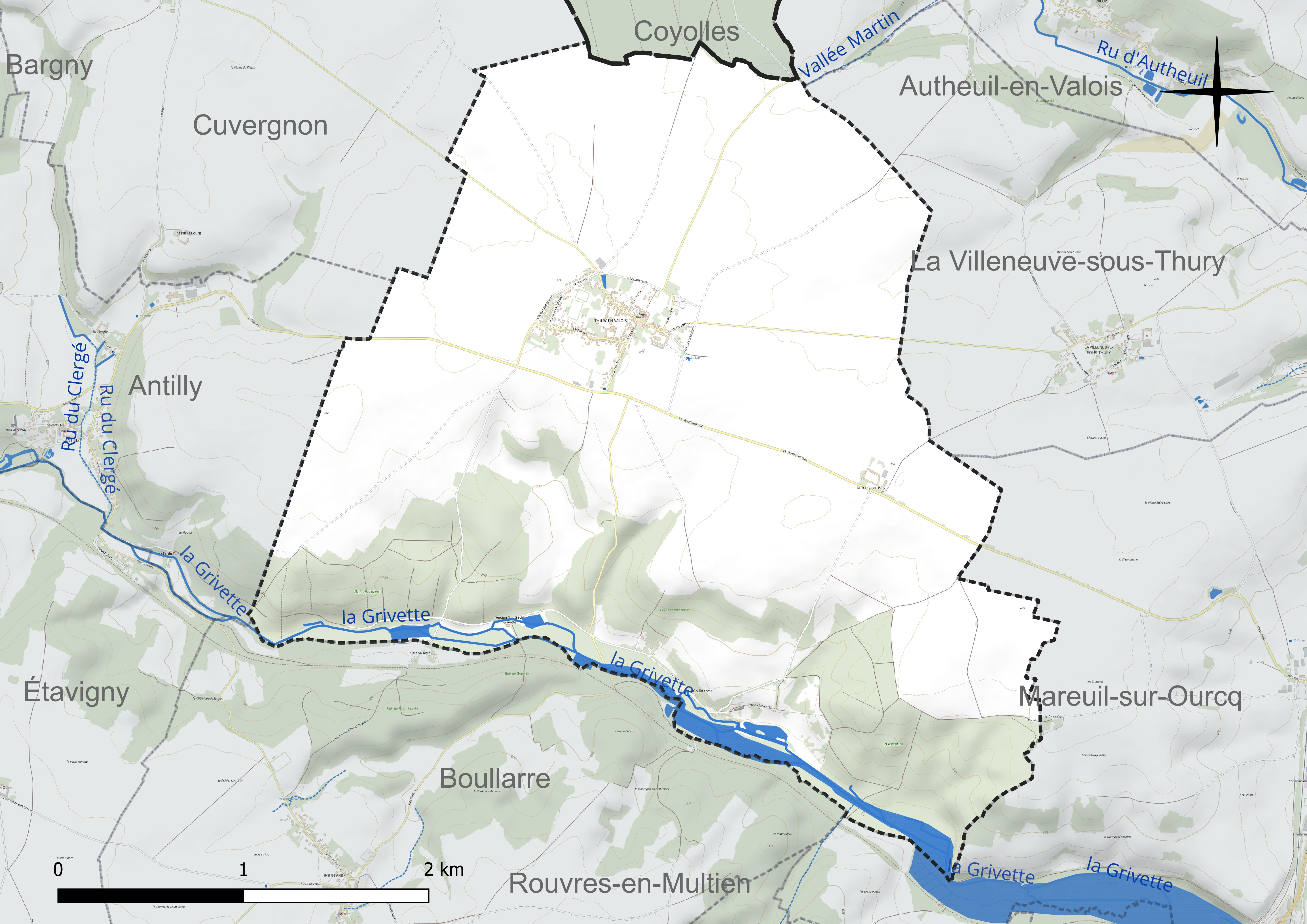
Réseau hydrographique de Thury-en-Valois.

### Climat
Pour des articles plus généraux, voir Climat des Hauts-de-France et Climat de l'Oise.
En 2010, le climat de la commune est de type climat océanique dégradé des plaines du Centre et du Nord, selon une étude du CNRS s'appuyant sur une série de données couvrant la période 1971-2000. En 2020, Météo-France publie une typologie des climats de la France métropolitaine dans laquelle la commune est exposée à un climat océanique altéré et est dans la région climatique  Nord-est du bassin Parisien, caractérisée par un ensoleillement médiocre, une pluviométrie moyenne régulièrement répartie au cours de l'année et un hiver froid (3 °C). 
Pour la période 1971-2000, la température annuelle moyenne est de 10,7 °C, avec une amplitude thermique annuelle de 15 °C. Le cumul annuel moyen de précipitations est de 727 mm, avec 11 jours de précipitations en janvier et 8,4 jours en juillet. Pour la période 1991-2020, la température moyenne annuelle observée sur la station météorologique la plus proche, située sur la commune du Plessis-Belleville à 21 km à vol d'oiseau, est de 11,4 °C et le cumul annuel moyen de précipitations est de 661,7 mm,. Pour l'avenir, les paramètres climatiques de la commune estimés pour 2050 selon différents scénarios d'émission de gaz à effet de serre sont consultables sur un site dédié publié par Météo-France en novembre 2022.

## Urbanisme

### Typologie
Au 1er janvier 2024, Thury-en-Valois est catégorisée commune rurale à habitat dispersé, selon la nouvelle grille communale de densité à sept niveaux définie par l'Insee en 2022.
Elle est située hors unité urbaine. Par ailleurs la commune fait partie de l'aire d'attraction de Paris, dont elle est une commune de la couronne,. 

### Occupation des sols
L'occupation des sols de la commune, telle qu'elle ressort de la base de données européenne d'occupation biophysique des sols Corine Land Cover (CLC), est marquée par l'importance des territoires agricoles (72,3 % en 2018), une proportion sensiblement équivalente à celle de 1990 (72,8 %). La répartition détaillée en 2018 est la suivante : 
terres arables (69,3 %), forêts (24,9 %), prairies (3 %), zones urbanisées (2,8 %). L'évolution de l'occupation des sols de la commune et de ses infrastructures peut être observée sur les différentes représentations cartographiques du territoire : la carte de Cassini (XVIIIe siècle), la carte d'état-major (1820-1866) et les cartes ou photos aériennes de l'IGN pour la période actuelle (1950 à aujourd'hui).

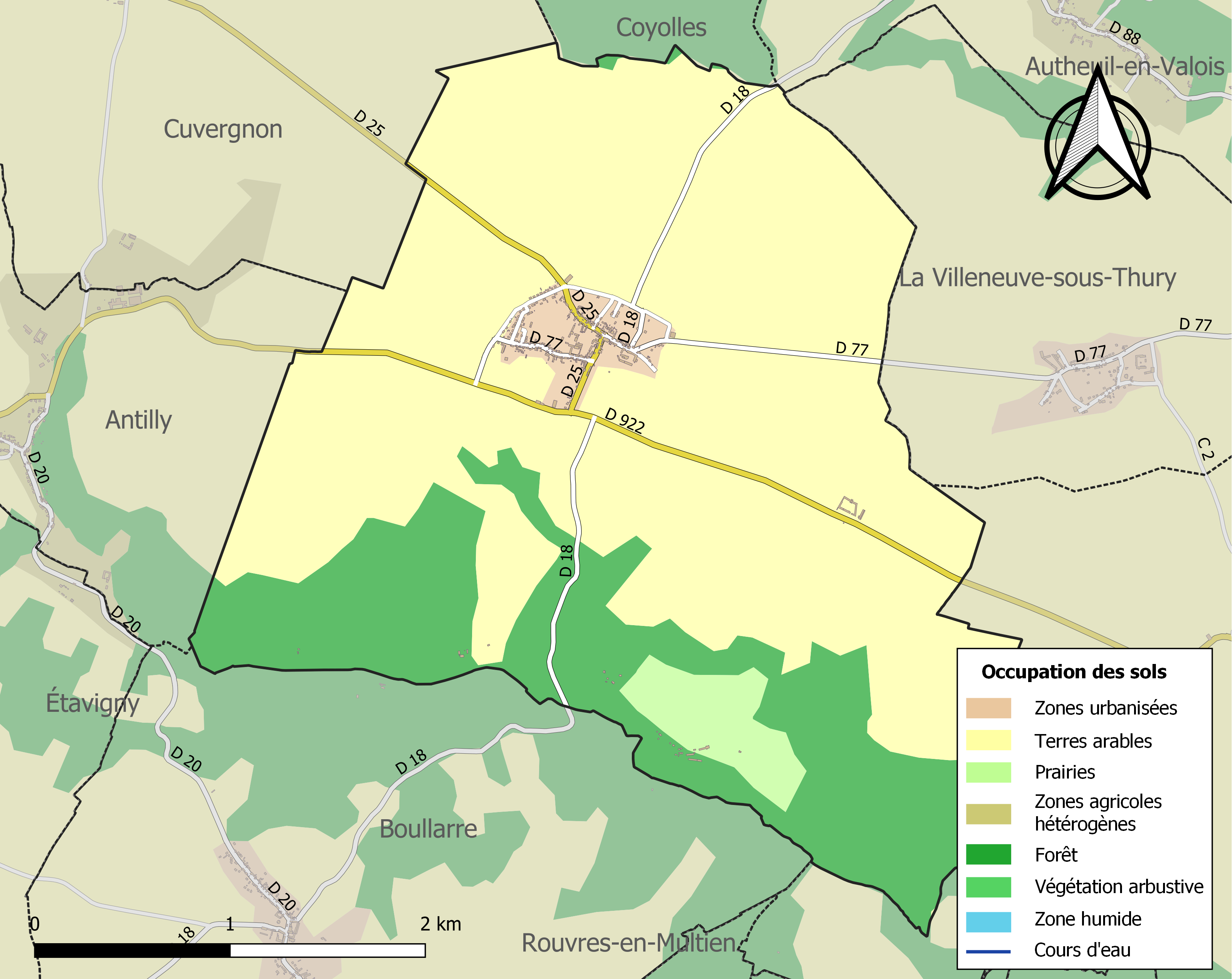
Carte des infrastructures et de l'occupation des sols de la commune en 2018 (CLC).

### Voies de communication et transports
La commune est desservie, en 2023, par la ligne 6431 du réseau interurbain de l'Oise.

## Toponymie
Pour Thury-en-Valois : Thoriacum, Thoiry, Tury, Thuri. Toponyme formé d'un nom d'homme gallo-latin issu du mot latin taurius (taureau), « (le) domaine de Taurius ».
Pour Collinances : Coloingnanciae (1157), Culunantiae (1180), Coloignance (1190), Colonanciae (1195), Collinanciae, Collinanciae, Coulongnances, Colignance, Colonances, Coloingnance, Collinans, Collinance.

## Politique et administration
| Période                                  | Période  | Identité          | Étiquette | Qualité  |
| ---------------------------------------- | -------- | ----------------- | --------- | -------- |
| Les données manquantes sont à compléter. |          |                   |           |          |
| mars 2001                                | 2014     | Christian Meurant |           |          |
| 2014                                     | 2020     | Pierre Quelven    |           | Retraité |
| 2020                                     | En cours | Jérôme Margottet  |           |          |

## Population et société

### Démographie

#### Évolution démographique
L'évolution du nombre d'habitants est connue à travers les recensements de la population effectués dans la commune depuis 1793. Pour les communes de moins de 10 000 habitants, une enquête de recensement portant sur toute la population est réalisée tous les cinq ans, les populations de référence des années intermédiaires étant quant à elles estimées par interpolation ou extrapolation. Pour la commune, le premier recensement exhaustif entrant dans le cadre du nouveau dispositif a été réalisé en 2006.

En 2022, la commune comptait 466 habitants, en évolution de −4,7 % par rapport à 2016 (Oise : +0,87 %, France hors Mayotte : +2,11 %).
| 1793 | 1800 | 1806 | 1821 | 1831 | 1836 | 1841 | 1846 | 1851 |
| ---- | ---- | ---- | ---- | ---- | ---- | ---- | ---- | ---- |
| 453  | 465  | 504  | 494  | 520  | 514  | 523  | 511  | 500  |

| 1856 | 1861 | 1866 | 1872 | 1876 | 1881 | 1886 | 1891 | 1896 |
| ---- | ---- | ---- | ---- | ---- | ---- | ---- | ---- | ---- |
| 521  | 528  | 520  | 503  | 511  | 467  | 476  | 475  | 557  |

| 1901 | 1906 | 1911 | 1921 | 1926 | 1931 | 1936 | 1946 | 1954 |
| ---- | ---- | ---- | ---- | ---- | ---- | ---- | ---- | ---- |
| 548  | 460  | 420  | 344  | 358  | 334  | 356  | 359  | 328  |

| 1962 | 1968 | 1975 | 1982 | 1990 | 1999 | 2006 | 2011 | 2016 |
| ---- | ---- | ---- | ---- | ---- | ---- | ---- | ---- | ---- |
| 288  | 338  | 403  | 378  | 441  | 453  | 485  | 474  | 489  |

| 2021 | 2022 | - | - | - | - | - | - | - |
| ---- | ---- | - | - | - | - | - | - | - |
| 482  | 466  | - | - | - | - | - | - | - |

#### Pyramide des âges
La population de la commune est relativement jeune.
En 2018, le taux de personnes d'un âge inférieur à 30 ans s'élève à 34,7 %, soit en dessous de la moyenne départementale (37,3 %). À l'inverse, le taux de personnes d'âge supérieur à 60 ans est de 22,0 % la même année, alors qu'il est de 22,8 % au niveau départemental.
En 2018, la commune comptait 237 hommes pour 267 femmes, soit un taux de 52,98 % de femmes, légèrement supérieur au taux départemental (51,11 %).
Les pyramides des âges de la commune et du département s'établissent comme suit.
| Hommes | Classe d’âge | Femmes |
| ------ | ------------ | ------ |
| 0,4    | 90 ou +      | 0,4    |
| 5,6    | 75-89 ans    | 5,0    |
| 16,0   | 60-74 ans    | 16,5   |
| 23,9   | 45-59 ans    | 19,7   |
| 23,1   | 30-44 ans    | 20,5   |
| 11,4   | 15-29 ans    | 12,4   |
| 19,7   | 0-14 ans     | 25,6   |

| Hommes | Classe d’âge | Femmes |
| ------ | ------------ | ------ |
| 0,5    | 90 ou +      | 1,4    |
| 5,5    | 75-89 ans    | 7,6    |
| 15,6   | 60-74 ans    | 16,3   |
| 20,8   | 45-59 ans    | 20     |
| 19,4   | 30-44 ans    | 19,4   |
| 17,6   | 15-29 ans    | 16,2   |
| 20,6   | 0-14 ans     | 19,1   |

## Culture locale et patrimoine

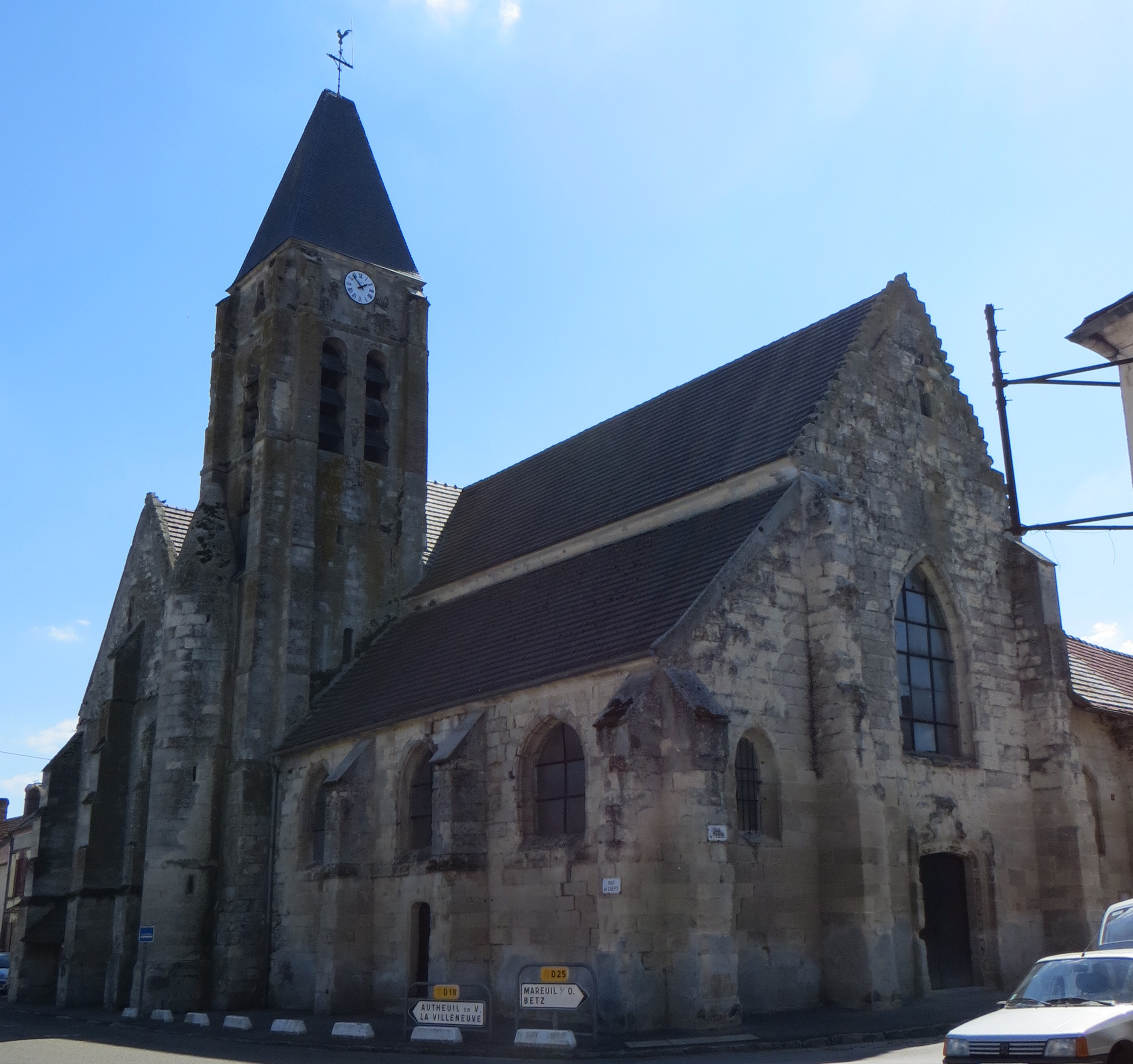
L'église Saint-Martin - Cloche de l'église sonnant : Fichier:Thury-en-Valois - Cloche de l'église Saint-Martin.ogg

### Lieux et monuments
- Église Saint Martin, de style gothique tardif homogène (début XVIe siècle) : nef voûtée avec bas-côtés, double transept dont les voûtes reposent au centre sur deux piliers circulaires, chœur. Chapiteau de remploi, milieu du XIIe siècle. Pierres tombales, Christ aux liens XVIe siècle, lutrin de 1795[23].
- Prieuré de Collinances.

### Personnalités liées à la commune
- Louis-Étienne Héricart de Thury (1776-1854), vicomte de Thury, propriétaire à Thury du domaine de Saint-Martin-le-Pauvre, où il fut un précurseur de l'agriculture, et notamment de l'horticulture moderne. Député de l'Oise (1815-1823).
- La famille Braille (écriture pour aveugle).

### Héraldique
| Blason de Thury-en-Valois | Blason  | Divisé en chevron : au 1er de gueules chargé à dextre d'une gerbe de blé d'or et à senestre d'un rais d'escarboucle fleurdelisé du même, au 2e de sinople à saint Martin à cheval d'argent, à la champagne d'argent chargée d'un tau d'azur et d'une fleur de lys d'or brochant sur le fût du tau. |
| Blason de Thury-en-Valois | Détails | Le statut officiel du blason reste à déterminer. |